# رفیع (سرپل‌ذهاب)
رفیع (سرپل‌ذهاب)، روستایی از توابع دهستان بشیوه و پاطاق بخش مرکزی شهرستان سرپل ذهاب در استان کرمانشاه ایران است و ساکنان این روستا پیرو دین اسلام و مذهب شیعه می‌باشند و به زبان کردی و گویش کلهری سخن می‌گویند.

## موقعیت
روستای رفیع در فاصله‌ی ۱۳ کیلومتری شرق شهر سرپل ذهاب قرار گرفته است و از روستاهای همجوار میتوان به پاطاق و گاوچالی اشاره کرد ، رفیع در یک منطقه کوهستانی با پوشش جنگلی بلوط احاطه شده است.

## زبان
ساکنان روستای رفیع به زبان کردی و گویش کلهری صحبت می‌کنند.

## مذهب
ساکنان روستای رفیع ، پیرو دین اسلام و مذهب تشیع هستند.

## جمعیت
این روستا در دهستان بشیوه و پاطاق قرار دارد و براساس سرشماری مرکز آمار ایران در سال ۱۳۸۵، جمعیت آن ۵۲۲ نفر (۱۱۲خانوار) بوده‌است.

## نگارخانه

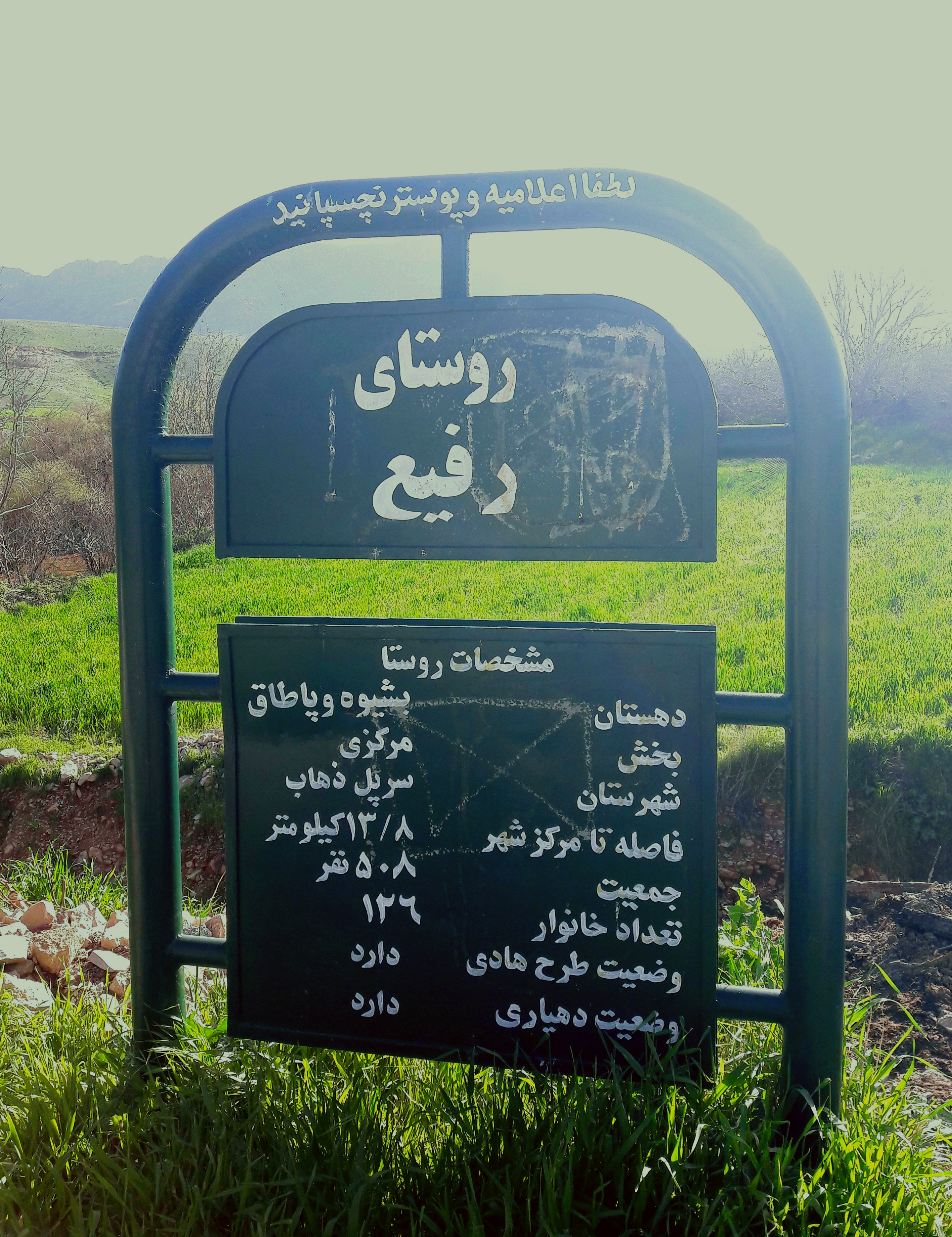
تابلو اطلاعات روستای رفیع

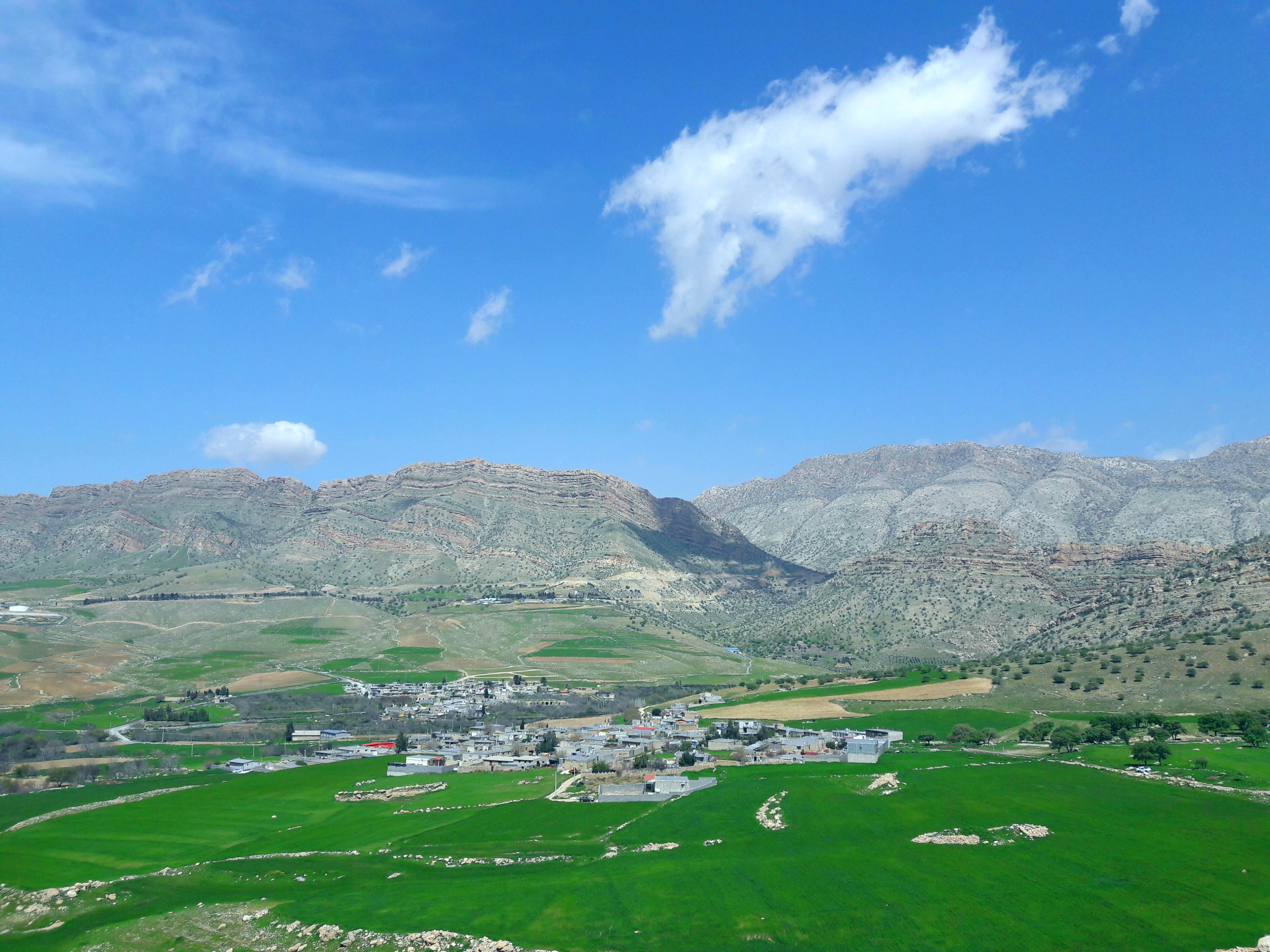
روستای رفیع

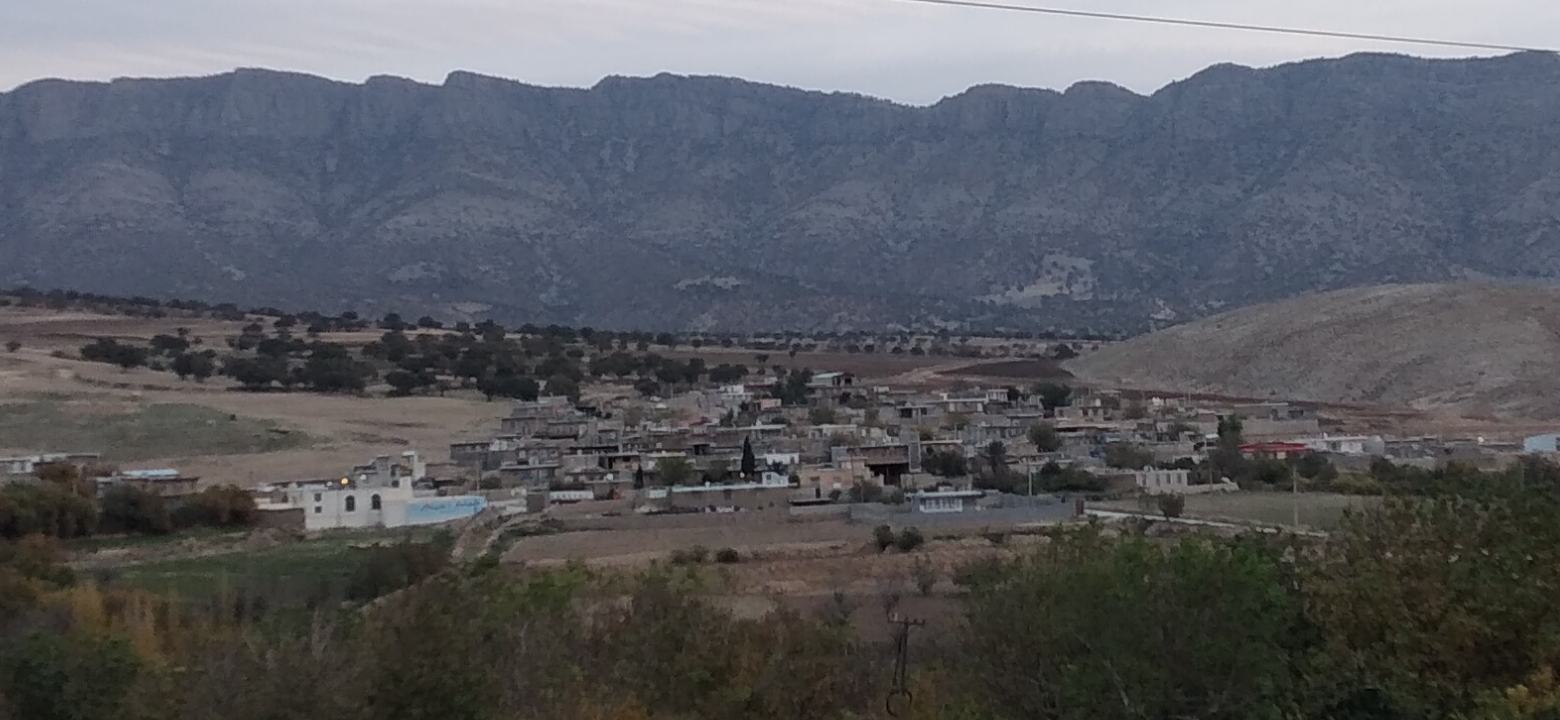
روستای رفیع